# Ahmetli, Torbalı
Ahmetli là một xã thuộc huyện Torbalı, tỉnh İzmir, Thổ Nhĩ Kỳ. Dân số thời điểm năm 2010 là 1.112 người.